# Pleurothallis carrisii
Pleurothallis carrisii är en orkidéart som beskrevs av Alexander Curt Brade. Pleurothallis carrisii ingår i släktet Pleurothallis och familjen orkidéer. Inga underarter finns listade i Catalogue of Life.